# Magnus Blikstad y Hauff
Magnus Blikstad y Hauff (Trondheim, 15 de febrero de 1862-Ibidem., 28 de febrero de 1926) filántropo, industrial y diplomático noruego. Fue uno de los personajes que más contribuyeron al desarrollo cultural y mercantil de Gijón de fin de siglo al fundar la Compañía General de Maderas además de colaborar, en el año 1881, en la fundación del Ateneo-Casino Obrero de Gijón.

## Familia
Magnus Blikstad era hijo de Luthier Hakon Napoleón Blikstad (n. 1827) y Engel Bertine Hauff (n. 1836). Estaba casado con Anna Kuló (1861-1950), con la que tuvo seis hijos: Angelita (1891), Minni (1894), Haakon (1895), Magnus (1897), Anita (1900) y Alf (1902). Los cuatro primeros nacieron en España, y los dos últimos en Bærum.

## Vida y actividad profesional
Tras completar sus estudios en la Escuela Catedralicia de Trondheim, se trasladó a Kristiansund, donde trabajó varios años en la industria pesquera.
Una vez realizada una breve estancia en Inglaterra, se afincó en 1888, en la localidad asturiana de Gijón donde comenzó un negocio de importación de maderas, compatibilizando dicho trabajo con el de vicecónsul de Noruega y Suecia en la ciudad.
En 1899, Blikstad vendió su negocio en España y se instaló en la ciudad noruega de Lysaker en el municipio de Bærum. Pese a su marcha de Gijón, continuó manteniendo lazos comerciales con España a través de las acciones que poseía de la empresa Compañía General de Maderas junto con varios otros noruegos; y al envío de diversas sumas de dinero al Ateneo Obrero, Asociación de la Caridad, Asilo de Ancianos Desamparados, Casa del Pueblo, Real Asociación de Paz y Caridad, etc.
En 1904, fundó junto con su esposa una institución benéfica y protegió a la Biblioteca Popular Circulante de Avilés y al Hospital de la Caridad.
Ya de regreso a Noruega, Magnus fue copropietario de diversas empresas: Christiania Seilduksfabrik, Nydalens Compagnie y Gjærde, dedicada a la fábrica metalúrgica. Compaginó dicha actividad con su implicación en la política local, siendo alcalde de Bærum entre 1917 y 1919, y presidente del Consejo de Vigilancia de Asker y Bærum Budstikke entre 1913 y 1926.

## En su recuerdo
El ayuntamiento gijonés lo nombró Hijo Adoptivo de Gijón en 1906, y en 1919 le dedicó una calle, donde se conserva una lápida laureada ofrecida por el Ateneo Obrero. Tiene otra calle dedicada en Kristiansund y una carretera en Bærum.
En el Ateneo-Casino Obrero de Gijón existe un lienzo con su retrato, realizado por Eilif Peterson en 1922. El cuadro fue donado al Ateneo por el retratado.
En 1921, el Gobierno Español le concedió la medalla de plata de la Orden de Isabel la Católica, solicitada por diversas entidades y centros culturales asturianos.